# Porto Calvo
Porto Calvo este un oraș în statul Alagoas (AL) din Brazilia.